# River Gelt
Der River Gelt ist ein Fluss in Cumbria, England.
Der River Gelt entsteht aus dem Zusammenfluss von Old Water und New Water westlich des Tarnmonath Fell. Der Fluss fließt zunächst in nördliche Richtung, bis er westlich des Simmerson Hill eine nordwestliche Richtung einschlägt, die zu einer westlichen Richtung westlich des Talkin Tarn wird, in dieser fließt er dann bis zu seiner Mündung in den River Irthing südlich des Carlisle Airport.